# بمب گذاری ۲۰۰۴ دیماپور
بمب‌گذاری‌های سال ۲۰۰۴ دیماپور، بخشی از دو حمله متحد شده توسط تروریست‌های اسلام‌گرا در صبح روز شنبه، ۲ اکتبر ۲۰۰۴ در دیماپور بود که مسافرها ایستگاه راه‌آهن دیماپور و خریدارها را در بازار هنگ کنگ در ساعت‌های شلوغی صبح هدف قرار دادند. در این حمله ۳۰ نفر کشته و حدود ۱۰۰ نفر دیگر زخمی شدند.
این حملات به شکل همزمان نزدیک ساعت ۹:۳۰ صبح روی داد - یکی در ایستگاه راه‌آهن دیماپور، به شکل چشمگیری به سکوی اطراف آن صدمه زد و آن دیگری در بازار هنگ کنگ رخ داد. تا به حال، این مرگبارترین حمله تروریستی در ناگالند بود.

## حملات
در ساعت ۹:۳۰ صبح ۲ اکتبر ۲۰۰۴، دو بمب تقریباً به شکل همزمان در ایستگاه راه‌آهن دیماپور و بازار هنگ کنگ منفجر شد.
خبر داده شده که بمب در ایستگاه در اتاق مدیر ایستگاه کار گذاشته شده بود. حدت انفجار به اندازه ای بود که تمام سکوی ایستگاه منفجر شد.
در صدد آن، کل قطارهای مسیر میانگواهاتی و دیبروگره که از دیماپور گذر می‌کردند، متوقف شدند.

### قربانیان
مقامات این گونه خبر دادند که ۱۵ نفر در ایستگاه راه‌آهن، ۱۰ نفر در بازار هنگ کنگ کشته شدند و ۵ نفر دیگر در بیمارستان مدنی دیماپور بر اثر زخمی شدن جان باختند.

## تحقیق و بررسی

### عاملان
۱۰ مظنون توسط تیم پژوهش‌ها ویژه (اس ی تی) که در حال بررسی این حمله‌ها بودند، دستگیر شدند. نام‌های آنان اینگونه بود عبدالکلام، بابل حسین، حیزول علی، حکم علی، قدوس علی، ناظم الدین، نورجمال، پناه علی، صاحب الدین و شجانعلی بودند.
از این ۱۰ نفر، یکی از ناظم الدین در سال ۲۰۱۰ در بازداشتگاه پلیس خودکشی کرد و دیگری حکم علی، طبق خبرهایی که توسط اس ی تی ارائه شد، رهبر گروهی بود که بمب را در ایستگاه راه‌آهن کار گذاشته بود، در آوریل ۲۰۱۴ به شکل طبیعی درگذشت.